# 红桑

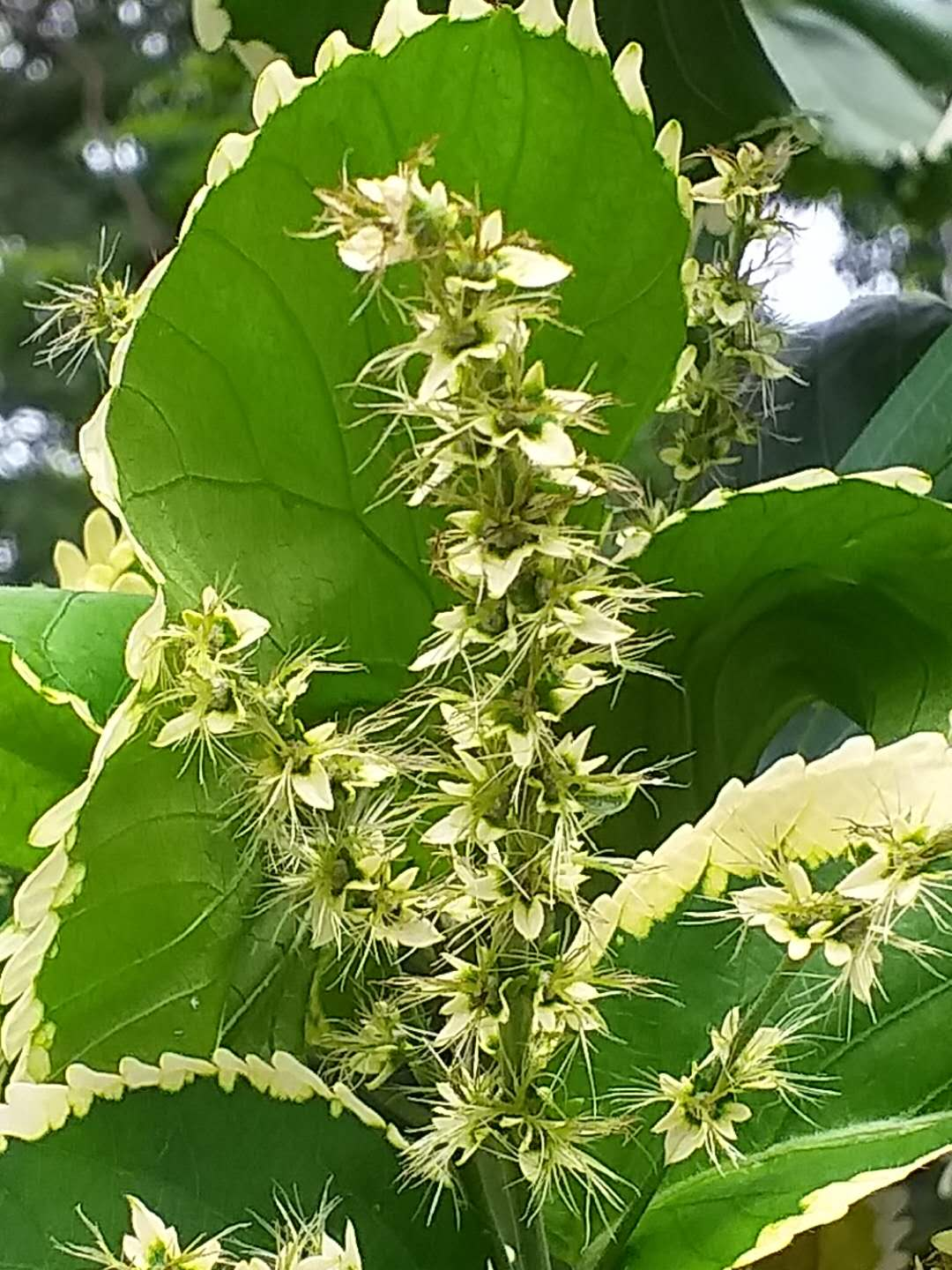
花序

红桑（学名：Acalypha wilkesiana），又名威氏铁苋、紅葉鐵苋，为大戟科铁苋菜属下的一个植物种。

## 扩展阅读
- 維基物種上的相關：威氏铁苋
- 维基共享资源上的相關多媒體資源：红桑